# Эсамбаев, Махмуд Алисултанович
Махму́д Алисулта́нович Эсамба́ев (15 июля 1924, Старые Атаги, Чеченская автономная область — 7 января 2000, Москва) — советский чеченский артист балета, эстрадный танцовщик, хореограф, балетмейстер, актёр. Народный артист СССР (1974) и Киргизской ССР (1969). Герой Социалистического Труда (1984).

## Биография
Махмуд Эсамбаев родился 15 июля 1924 года в предгорном селении Старые Атаги (ныне в Урус-Мартановском районе Чечни). Выходец из тейпа Ишхой.
Танцевал с раннего детства. С 3 лет, как сам говорил, уже танцевал на свадьбах, куда его брала с собой мать.
В 1939—1941 годах учился в Грозненском хореографическом училище. Одновременно танцевал в Чечено-Ингушском государственном ансамбле песни и танца.
В 1941—1943 годах — участник фронтовых бригад, танцевал на передовой, на строительстве оборонительных сооружений, в военных госпиталях. В 1943—1944 годах — танцовщик Пятигорского театра музыкальной комедии.
На момент начала депортации чеченцев и ингушей находился в Пятигорске. Ему было предложено остаться жить и работать в этом городе. Однако он отверг это предложение и отправился в депортацию добровольно:847. В 1944—1946 годах руководил кружком народного танца и вёл уроки бального танца в доме культуры посёлка Ак-Тюз Кеминского района Чуйской области Киргизской ССР.
В 1946—1956 годах — солист Киргизского театра оперы и балета во Фрунзе, где он исполнял главные партии в балетах «Лебединое озеро» и «Спящая красавица» П. И. Чайковского, «Бахчисарайский фонтан» Б. В. Асафьева, танцы в оперных спектаклях.
В 1950-е годы оставил академическую сцену и обратился к народному танцу. С 1957 года — солист филармонии Чечено-Ингушской АССР. В 1959 году выступил со своей программой в Москве, затем в составе труппы «Звёзды советского балета» посетил с гастролями Францию, Южную Америку, где имел грандиозный успех.

Могила Эсамбаева

После зарубежных гастролей создал свой уникальный монотеатр танцевальных миниатюр. Создатель первой сольной танцевальной программы в СССР «Танцы народов мира». Исполнил огромное количество самых разнообразных танцев: «Чабан» (чечено-ингушский, узбекский), «Воин» (башкирский), «Золотой бог» (индийский-бхаратнатьям), ритуальный «Танец огня» на музыку М. де Фальи, «Ла-коррида» (испанский), «Танец с ножами» (таджикский), «Воинственный» (таджикский), «Охотник и орёл» (монгольский), «Павлин» (перуанский), «Свободу Африке» (африканский), «Бамбука» (колумбийский), «Негритянский танец», танцевальные сценки: «Еврейский портняжка», «Автомат», танцевальная новелла «Аве Мария» на музыку Ф. Шуберта и др.
Всего за годы танцевальной карьеры исполнил около 100 балетных партий, танцев, хореографических миниатюр.
С 1961 года снимался в кино.
В 1973 году, после митинга в Грозном, ингушский советский писатель И. М. Базоркин был подвергнут травле в республиканской печати «по всем канонам партийно-политической пропаганды», — как замечает литературовед Я. С. Патиев. Партийные работники, беря во внимание то, что в 1960-е годы у Махмуда Эсамбаева и Базоркина были непростые отношения после выхода фильма «Я буду танцевать!», под давлением хотели вынудить Махмуда Эсамбаева написать клеветническую статью на Базоркина, однако тот отказался. Более того, после угроз лишиться карьеры он уехал в Москву, где по центральному телевидению похвалил ингушского писателя, назвав его «большим патриотом родины, выдающимся писателем и гражданином».
С 1989 года — организатор и президент Международного союза деятелей эстрадного искусства. Академик Международной академии танца. При его активной поддержке в Грозном были построены новые здания драматического театра и цирка.
Избирался депутатом Верховных Советов Чечено-Ингушской АССР (1958, 1962), РСФСР 8-го созыва и СССР 10-го и 11-го созывов.
Эсамбаев вне сценического образа публично никогда не снимал свою папаху. Он был единственным человеком в СССР, которому разрешили сфотографироваться на паспорт в головном уборе. Композитор Никита Богословский однажды сказал:
В театре два неудобных места — за колонной и за папахой Махмуда Эсамбаева.
Умер 7 января 2000 года в Москве. Похоронен на мусульманском участке Даниловского кладбища.

## Семья
Отец и мать — чеченцы. Мать рано умерла, и отец был потом много раз женат. Вторая жена отца — еврейка София Михайловна из Одессы — тепло относилась к Махмуду и поддерживала его в творчестве.
Жена — Нина Аркадьевна Эсамбаева (урожд. Ханумянц) (1924—2002), по национальности армянка, врач. Познакомились в 1945 году.
Дочь Стелла — врач.

## Награды и звания

Памятник Эсамбаеву работы Рима Акчурина

- Герой Социалистического Труда (1984) — за выдающиеся заслуги в развитии советского хореографического искусства и в связи с 60-летием со дня рождения
- Заслуженный артист РСФСР (1957)
- Народный артист РСФСР (1966)[17]
- Народный артист Киргизской ССР (1969)[18]
- Народный артист СССР (1974)
- Орден «За заслуги перед Отечеством» III степени (15 июля 1999) — за выдающийся вклад в развитие искусства танца[19]
- Орден Дружбы народов (20 июля 1994) — за выдающиеся достижения в искусстве танца и плодотворную общественную деятельность[20]
- Орден Ленина (1984)
- Три ордена Трудового Красного Знамени (1965, 1971, 1981)[21]
- Орден Отечественной войны II степени (1985)
- Национальная российская музыкальная премия в области зрелищ и популярной музыки «Овация» в номинации «Живая легенда» (1998)
- Золотая и две серебряных медали Всесоюзного фестиваля советской молодежи в Москве (1957)
- Лауреат различных международных конкурсов.

## Балетные партии

### Киргизский театр оперы и балета
- «Бахчисарайский фонтан» Б. В. Асафьева — Гирей
- «Тарас Бульба» В. П. Соловьёва-Седого по Н. В. Гоголю — Тарас
- «Лебединое озеро» П. И. Чайковского — Ротбарт
- «Спящая красавица» П. И. Чайковского — фея Карабос
- «Анар» В. А. Власова и В. Г. Фере — Кудаке
- «Красный мак» Р. М. Глиэра — Танцовщик из ресторана
- «Чолпон» М. Р. Раухвергера — Атаман.

## Фильмография
- 1961 — В мире танца — главная роль (и сценарист совместно с другими)
- 1962 — Голубой огонёк-1962 (фильм-спектакль) — исполнитель танца «Автомат»
- 1962 — Я буду танцевать — Махмуд Ишхоев
- 1968 — Лебединое озеро — Ротбарт
- 1969 — Жизнь, ставшая легендой (часть I «Истоки»)
- 1972 — Вино из одуванчиков (короткометражный) — старьёвщик
- 1973 — Земля Санникова — чёрный шаман (озвучивает Артём Карапетян)
- 1975 — На край света… — эпизод
- 1975 — Честное волшебное — Огонь
- 1976 — Пока бьют часы — придворный скрипач Иги Наги Туги
- 1983 — Приключения маленького Мука — казначей (озвучивал Сергей Малишевский, вокал Геннадия Трофимова)
- 1984 — Репортаж из бездны — учитель
- 1988 — Дорога в ад — Керим Рустамович Бакаев («Шах»)
- 1994 — Увертюра
- 1994 — Зов предков. Великий Туран — великий шаман Бильге-Оол

### Участие в фильмах
- 1976 — Махмуд Эсамбаев (документальный)
- 1984 — Махмуд Эсамбаев. Танец — моя жизнь (документальный)

## Память

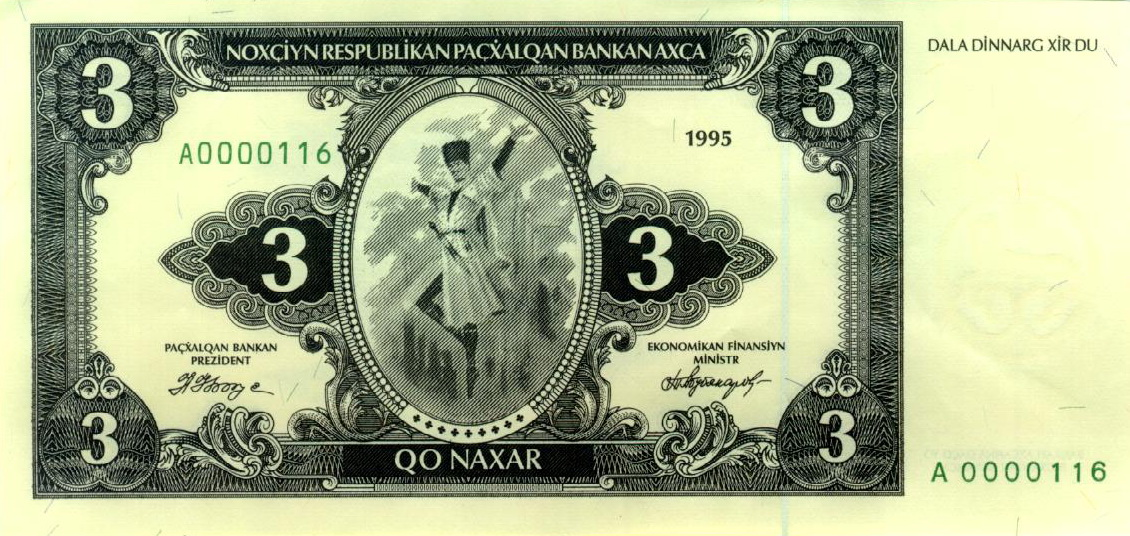
Аверс банкноты 3 нахара

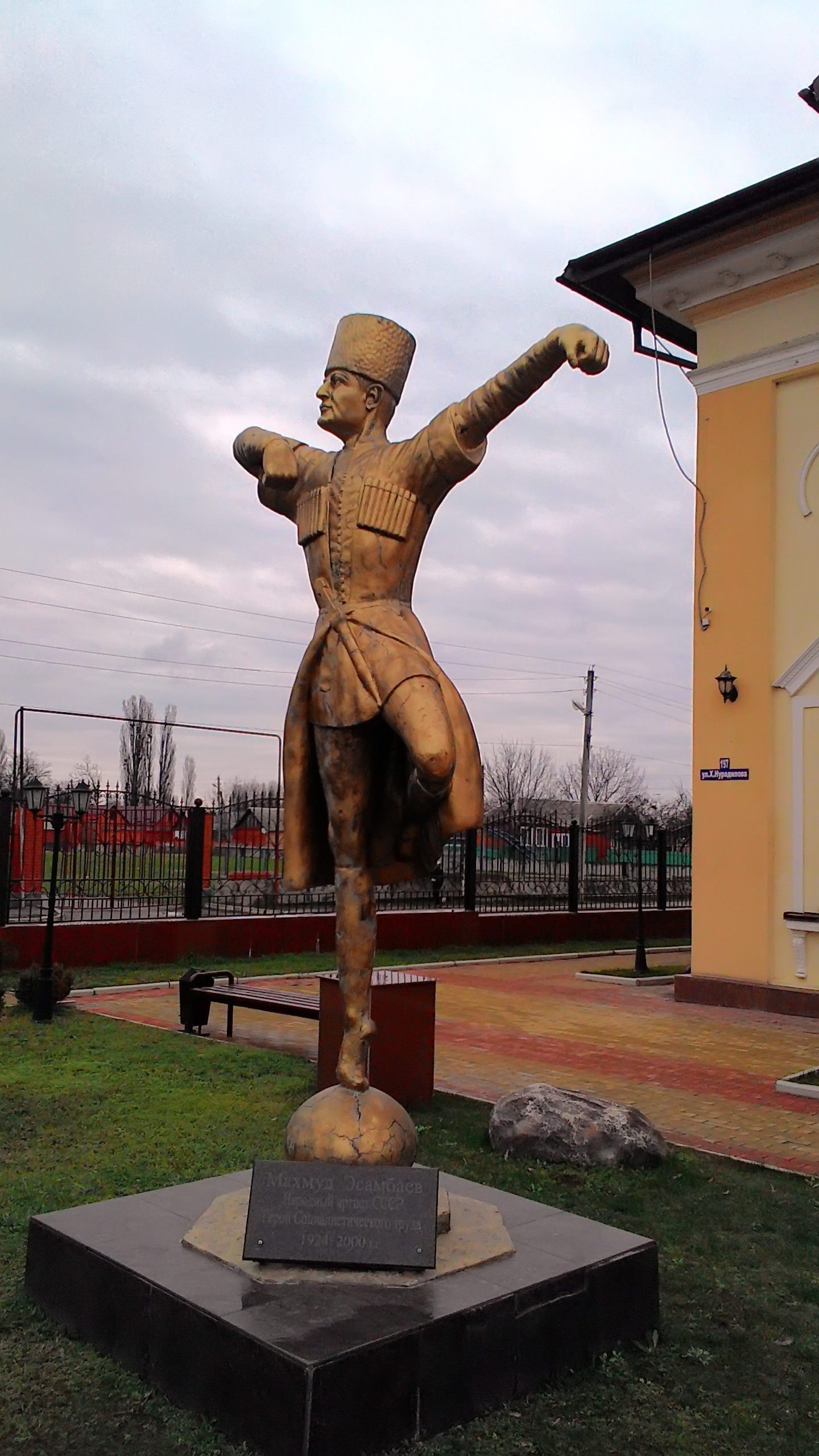
Памятник Махмуду Эсамбаеву на его родине в Старых Атагах

В 1976 году в Грозном была издана книга Саида Чахкиева «Травы росные», в которой было опубликовано стихотворение «Танец Бога», посвящённое Эсамбаеву.
В честь Эсамбаева назван астероид (4195) Эсамбаев, открытый 19 сентября 1982 года советским астрономом Людмилой Черных.
В 1995 году в Чеченской Республике Ичкерия были выпущены образцы чеченских нахаров. На банкноте 3 нахара был помещён портрет Эсамбаева.
Именем Эсамбаева названы одна из центральных улиц в Грозном и улица в столице Республики Калмыкия городе Элисте.
19 октября 2007 года в пансионате «Лесной городок» в Одинцовском районе Московской области был торжественно открыт первый в России памятник Эсамбаеву татарского скульптора Рима Акчурина. В 2009 году бронзовую фигуру Эсамбаева окружили восемь рельефов с изображениями самых ярких образов, созданных им за творческую жизнь.
17 июля 2008 года состоялось торжественное открытие памятника танцору в Грозном, приуроченное к 84-й годовщине со дня его рождения. Памятник установлен у здания Республиканского центра культуры и искусств. Скульптура изготовлена жителем села Бено-Юрт А. Тимерхановым и преподнесена министерству культуры Чеченской Республики в подарок. Впоследствии памятник был перенесён в родное село Эсамбаева Старые Атаги и установлен перед сельским домом культуры.
Распоряжением Правительства Чеченской Республики от 8 октября 2009 года ансамблю «Даймохк» было присвоено имя Эсамбаева.
В 2011 году издательством «Молодая гвардия» в серии «Жизнь замечательных людей» выпущена книга А. Н. Мусаева «Махмуд Эсамбаев».
Имя Эсамбаева навечно занесено на плиту в галерее «Звёзды эстрады Российской Федерации» в Москве перед Государственным концертным залом «Россия».
Существует Всемирный благотворительный фонд имени Махмуда Эсамбаева.